# 세르비아의 여자 배우 목록

## 가
- 옐레나 가브릴로비치
- 고다나 가지치

## 나
- 스네자나  니크시치

## 다
- 디야나 데야노비치
- 아니차 도브라

## 라
- 카타리나 라디보예비치
- 에바 라스
- 니나 린타 라자레비치
- 마리나 라자레비치
- 나댜 레긴

## 마
- 아니타 만치치

## 바
- 스네자나 바비치
- 마리야 박사
- 미라 반야치
- 스네자나 보그단비치
- 타냐 보스코비치
- 스베틀라나 보이코비치
- 류빈카 보비치
- 릴야나 블라고예비치

## 사
- 나다 샬르긴

## 아
- 네다 아네니치
- 반냐 에이두스
- 올가 오다노비치
- 릴리야나 요바노비치
- 슬라비츠 요반
- 미랴나 요코비치

## 자
- 옐레나 조키치
- 야스나 주리치치
- 토마니야 주리코

## 차
- 베라 츄키치

## 카
- 마리야 카란
- 올리베라 카타리나
- 브란카 카티치
- 소냐 콜라차리치
- 릴리야나 크르스티치

## 타
- 옐레나 틴스카
- 젤다 틴스카

## 파
- 라헬라 페라리